# 威化

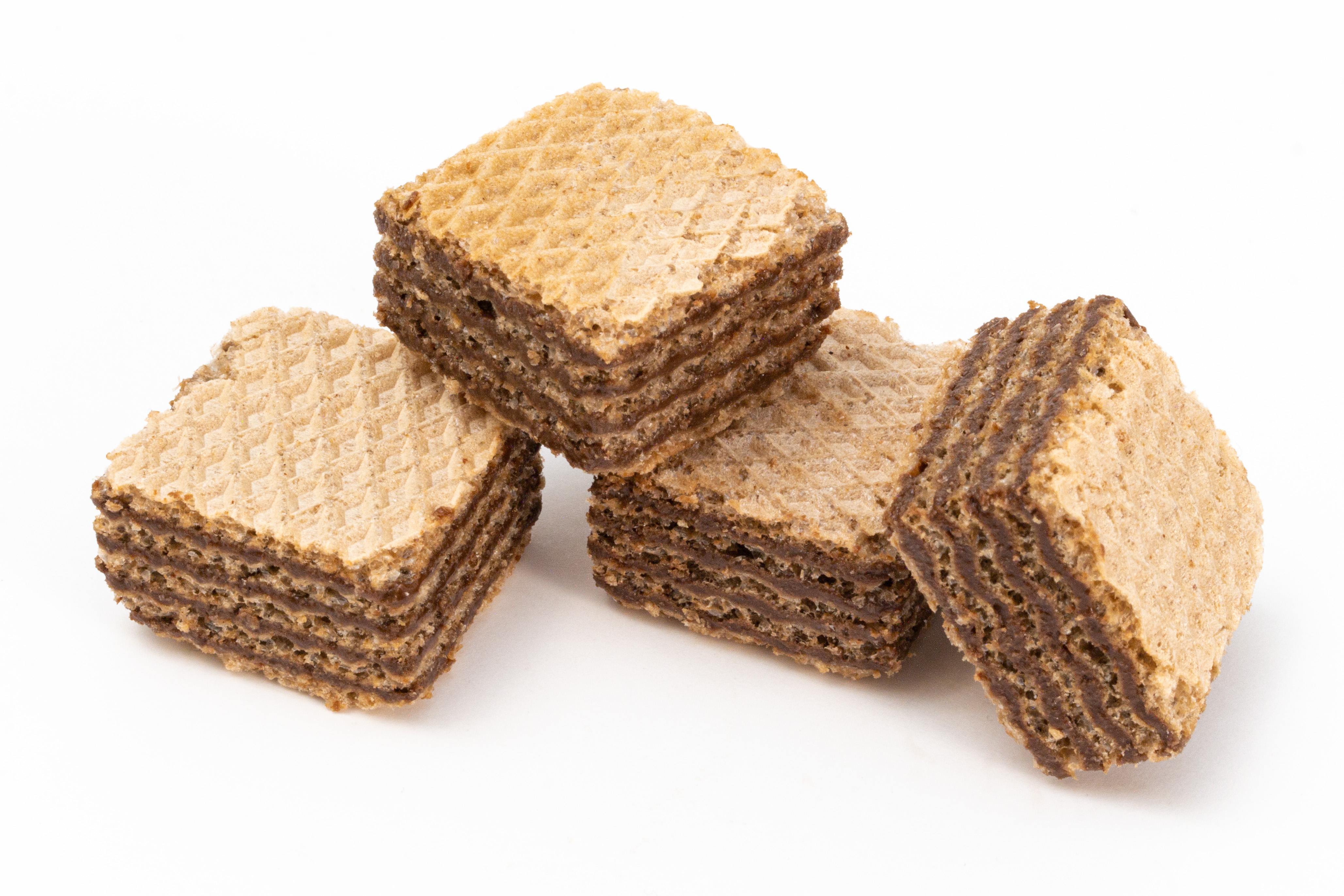

威化（英語：wafer），又稱為夾心酥、維夫，是一種夾心餅乾，有時會伴隨雪糕一同食用。威化通常為長條形狀，表面滿佈細小方格，中間有兩至三層的甜味餡料（如果醬、巧克力、花生酱等）。